# Stephan Panther
Stephan Panther (* 22. Juli 1961 in St. Georgen im Schwarzwald) ist ein deutscher Wirtschaftswissenschaftler, sowie Vizepräsident und Professor für Plurale Ökonomie an der Hochschule für Gesellschaftsgestaltung.

## Laufbahn
Panther studierte 1980–1986 Volkswirtschaftslehre und Politische Wissenschaft an der Ludwig-Maximilians-Universität (LMU) München und promovierte dort 1990 zum Dr. oec. publ. mit einer Arbeit zur ökonomischen Analyse des Umwelthaftungsrechts. Er habilitierte sich 2000 am Fachbereich Wirtschaftswissenschaften der Universität Hamburg mit einer Arbeit über „Soziale Beziehungen und Märkte“. Nach einer Lehrstuhlvertretung 2001–2003 an der Universität Kassel übernahm er 2003 die Professur für Internationale und Institutionelle Ökonomik mit Regionalschwerpunkt Spanien/Lateinamerika an der Universität Flensburg. Im November 2009 wurde er dort zum Vizepräsidenten für Forschung und Internationales gewählt.
Von 1999 bis 2014 war er gemeinsam mit Gerd Grözinger Vorsitzender des Arbeitskreises Politische Ökonomie, einer Vereinigung kritischer Ökonomen, und ist Gründungsmitglied der Gesellschaft für sozioökonomische Bildung und Wissenschaft (GSÖBW).
Im Oktober 2016 erfolgte eine Berufung an das Institut für Ökonomie der (Cusanus) Hochschule für Gesellschaftsgestaltung auf die Professur für Ökonomie mit Schwerpunkt interdisziplinäre Institutionenforschung und 2021 auf die dortige Professur für Plurale Ökonomie.

## Forschung
Panthers Forschungsschwerpunkte liegen im Bereich der Politischen Ökonomie langfristiger wirtschaftlicher Entwicklung sowie der komparativen, wirtschaftshistorischen und institutionentheoretischen Forschung unter besonderer Berücksichtigung des globalen Nord-Süd Verhältnisses und einer sozioökonomischen Theorie der Wirtschaft. Ein Fokus liegt dabei auf Prozessen institutionellen Wandels.

## Schriften
- S. M. Panther: The economics of crime and criminal law: An antithesis to sociological theories? In: European Journal of Law and Economics. Band 2, 1995, S. 365–378.
- S. Panther: Historisches Erbe und Transformation: „Lateinische“ Gewinner – „Orthodoxe“ Verlierer. In: G. Wegener, J. Wieland (Hrsg.): Formelle und informelle Institutionen: Genese, Interaktion und Wandel. (= Institutionelle und evolutorische Ökonomik. Bd. 6). 1998, ISBN 3-89518-146-3, S. 211–251.
- S. Panther: Institutions in a World System—Contours of a Research Program. (= desiguALdades.net Working Papers Series. Band 76). 2014.
- S. Flechtner, S. Panther: Economic inequality, political power and political decision-making. In: Sebastiano Fadda, Pasquale Tridico (Hrsg.): Varieties of Economic Inequality. 2016, ISBN 978-1-138-92801-5, S. 73–95.
- S. Panther: What can teaching critical pluralist economics gain from “de-othering” sociology? In: S. Decker, W. Elsner, S. Flechtner (Hrsg.): Principles and Pluralist Approaches in Teaching Economics: Towards a Transformative Science. 1. Auflage. Routledge, 2019, S. 52–64.
- Lars Hochmann, Thomas Korbun, Stephan Panther, Uwe Schneidewind, Silja Graupe.: Möglichkeitswissenschaften: Ökonomie mit Möglichkeitssinn. Metropolis-Verlag, Marburg 2019, ISBN 978-3-7316-1378-7.
- S. Panther: Sozialkapital: Entwicklung und Anatomie eines interdisziplinären Konzeptes. In: Ökonomik und Sozialwissenschaft: Ansichten eines in Bewegung geratenen Verhältnisses. Metropolis-Verlag, 2002, ISBN 3-89518-377-6, S. 155–176.
- J. Hopp, T. Steffestun, S. Panther: Weitblick braucht Durchblick. Wie Transparenz in der Lehre die Welt besser machen kann. In: Economists4future. Verantwortung übernehmen für eine bessere Welt. Murman Verlag, 2020, ISBN 978-3-86774-653-3.
- S. Panther: Imagination und Institution. Ein Essay. In: S. Pühringer, S. Graupe, K. Hirte, J. Kapeller, S. Panther, W. Ötsch (Hrsg.): Jenseits der Konventionen: Alternatives Denken zu Wirtschaft, Gesellschaft und Politik: Eine Festschrift für Walter Otto Ötsch. Metropolis-Verlag, 2020, ISBN 978-3-7316-1436-4.